# Halsbandliest

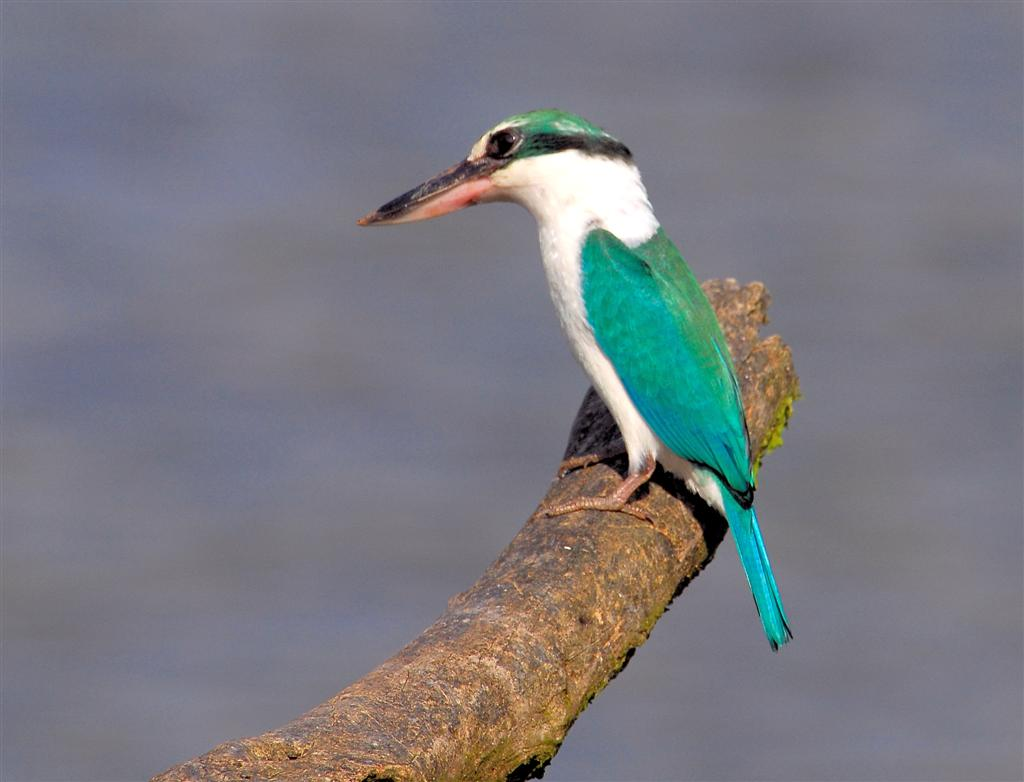
Halsbandliest, Singapur

Der Halsbandliest (Todiramphus chloris) ist eine Eisvogelart mit zahlreichen Unterarten.

## Merkmale
Durch das große Verbreitungsgebiet und die vielen Unterarten finden sich zahlreiche Farbvariationen. Meistens aber hat der Halsbandliest eine grünblaue Oberseite und Haube, ein weißes Gesicht, eine weiße Unterseite und einen schwarzen Augenstreif. Alle Unterarten haben einen breiten weißen Halsring und einen Schnabel, der oberseits schwarz und unterseits cremefarben ist. Der 23 bis 25 cm lange Vogel kann über zehn Jahre alt werden. Der Ruf ist ein lautes wiederholtes „Ke-kik“.

## Vorkommen
Das riesige Verbreitungsgebiet von über 160.000 km² reicht vom Roten Meer über Südostasien bis nach Nordaustralien. Der Vogel lebt in Mangrovenwäldern, tropischen Regenwäldern und in Kulturflächen wie Reisfeldern, Kokosnussplantagen und Palmenwäldern, meist nicht mehr als fünf Kilometer vom Meer entfernt. Er kann jedoch manchmal auch Inlands und in bergigen Regionen angetroffen werden.

## Verhalten
Der Halsbandliest ernährt sich von Fischen, Krabben, kleinen Amphibien und Reptilien.
Halsbandlieste leben paarweise in festen, bis 4 Hektar großen Revieren, die sie vor allem in der Brutzeit gegen Artgenossen verteidigen.

## Fortpflanzung
In der Balzzeit vollführt das Männchen spektakuläre Schauflüge und übergibt dem Weibchen Futtergeschenke. Beide Elternvögel graben eine Bruthöhle in eine Sandbank, einen Baum oder in ein Termitennest. Das Gelege aus zwei bis vier Eiern wird 20 Tage lang von beiden Elternvögeln bebrütet.
Nach drei Wochen werden die Jungvögel flügge. Mit zwei Jahren erreichen sie die Geschlechtsreife.

## Unterarten
Die Anzahl der Unterarten wird in der Literatur nicht eindeutig beziffert. So finden sich unter anderem die Angaben von 9, 10, 14 und 50  Unterarten:
- T. ch. abyssinicus (Pelzeln, 1856) kommt an den Küsten des Roten Meeres vor.
- T. ch. kalbaensis (Cowles, 1980) ist im Nordosten Arabiens verbreitet.
- T. ch. vidali (Sharpe, 1892) ist an der Westküste Indiens verbreitet.
- T. ch. davisoni (Sharpe, 1892) kommt auf den Andamanen und Kokosinseln vor.
- T. ch. occipitalis Blyth, 1846 kommt auf den Nikobaren vor.
- T. ch. humii (Sharpe, 1892) ist an der Ostküste Indiens über den Süden der Malaiische Halbinsel und den Nordosten Sumatras verbreitet.
- T. ch. armstrongi (Sharpe, 1892) kommt in Myanmar über Thailand, Indochina und den Süden Chinas vor.
- T. ch. laubmannianus (Grote, 1933) ist auf Sumatra mit Ausnahme des Nordostens, auf Borneo und den angrenzenden Inseln verbreitet.
- T. ch. chloropterus (Oberholser, 1919) ist auf den Inseln westlich von Sumatra mit Ausnahme von Enggano verbreitet.
- T. ch. azelus (Oberholser, 1919) kommt auf Enggano vor.
- T. ch. palmeri (Oberholser, 1919) ist auf Java, Bali und den angrenzenden Inseln verbreitet.
- T. ch. collaris (Scopoli, 1786) kommt auf den Philippinen vor.
- T. ch. chloris (Boddaert, 1783) ist auf Sulawesi bis in den Nordwesten Neuguineas und den Kleinen Sundainseln verbreitet.
- T. ch. teraokai (Kuroda, Nagamichi, 1915) kommt auf den Palauinseln vor.